# Sclerolinum javanicum
Sclerolinum javanicum är en ringmaskart som beskrevs av Ivanov och Selivanova 1992. Sclerolinum javanicum ingår i släktet Sclerolinum och familjen skäggmaskar. Inga underarter finns listade i Catalogue of Life.